# Флавій Руфій Постумій Фест
Флавій Руфій Постумій Фест (*Flavius Rufius Postumius Festus, д/н —бл.506) — давньоримський державний діяч, прихильник Теодоріха Великого, короля остготів.

## Життєпис
Походив з роду Руфіїв. Також був у родинних відносинах з родом Постуміїв. Син Флавія Феста, консула 432 року. Про його молоді роки немає відомостей.
У 472 році стає консулом (разом з Флавієм Маркіаном). У 490 році очолив посольство короля Теодоріха Великого до імператора Зенона, за результатами якого підтверджено статус короля остготів в Італії. Натомість Теодоріх номінально визнав Зенона головою всієї Римської імперії. Слідом за поверненням до Риму очолив сенат (caput senatus). 
У 497 році вдруге очолив посольство за підтвердження статуса Теодоріха від імператора Анастасія I і зміг домогтися визнання імператором Теодоріхом як правителя Італії замість визнання постулатів «Енотікону» Зенона (що, втім, вдалося зробити лише з третього разу). Користувався довірою Теодоріха увесь час. У 498 році втрутився у боротьбу за посаду папи римського, підтримуючи Лаврентія (в майбутньому визнаного антипапою) проти Сіммаха. Лише у 506 році відмовився від підтримки свого кандидата, проте невдовзі помер.